# Карл Борвин Мекленбургский
Карл Бо́рвин Кристиа́н Алекса́ндр Артур Мекленбу́ргский (нем. Karl Borwin Christian Alexander Arthur zu Mecklenburg; 10 октября 1888, Нойштрелиц — 24 августа 1908, Сен-Мартин близ Меца, Эльзас-Лотарингия) — герцог Мекленбургский, немецкий офицер. Погиб на дуэли.

## Биография
Карл Борвин — младший сын великого герцога Мекленбург-Стрелица Адольфа Фридриха V и его супруги, великой герцогини Елизаветы Ангальт-Дессауской, дочери герцога Фридриха I Ангальтского и герцогини Антуанетты Саксен-Альтенбургской. По отцовской линии Карл Борвин приходился внуком великому герцогу Фридриху Вильгельму II и Августе Каролине Кембриджской. Редкое второе имя — Борвин получил в честь нескольких своих предков, носивших имя Генрих Борвин. Вырос вместе с братом и сёстрами во дворце Нойштрелица. После школы посвятил себя военной карьере и поступил на службу в звании лейтенанта в 24-й Гольштейнский полк полевой артиллерии, размещавшийся в Гюстрове.
Преждевременная смерть Карла Борвина наступила 24 августа 1908 года в результате смертельного ранения на дуэли. По самой распространённой версии случившегося в августе 1908 года 19-летний Карл Борвин, в то время находившийся на обучении в военной школе в Меце, вызвал на дуэль супруга своей старшей сестры Марии графа Жаметеля, чтобы защитить её честь и честь великогерцогского дома.
Старшая сестра Карла Борвина Мария вступила в 1899 году в морганатический брак с графом Жоржем Морисом Жаметелем. Пара проживала попеременно в Лондоне и Сен-Жермен-ан-Ле во Франции. В 1906 году супруги приняли решение о раздельном проживании. В 1908 году Мария подала на развод после того, как достоянием общественности стал роман её мужа с принцессой Марией Эулалией Испанской.
Карл Борвин был похоронен в новой усыпальнице иоаннитской церкви на Дворцовом острове в Мирове. Вопреки традициям Мекленбургского дома гроб с останками герцога был закрыт ещё в Меце и не открывался для прощания в Мекленбурге, причины смерти Карла Борвина замалчивались, что послужило поводом для слухов о самоубийстве герцога Карла Борвина после того, как якобы некий пьяный фенрих неодобрительно отозвался о его сёстрах. А The New York Times ещё в 1918 году сообщала о том, что Карл Борвин лишился жизни в результате автомобильной аварии.
Смерть Карла Борвина усугубила династические проблемы в Мекленбург-Стрелице, оказав дополнительное давление на его старшего брата, неженатого наследного великого герцога Адольфа Фридриха, который свёл счёты с жизнью по неясным причинам спустя 10 лет.